# Ralph Flanagan
Ralph Flanagan (Los Alamitos, Estados Unidos, 14 de diciembre de 1918-8 de febrero de 1988) fue un nadador estadounidense especializado en pruebas de estilo libre, donde consiguió ser subcampeón olímpico en 1936 en los 4x200 metros.

## Carrera deportiva
En los Juegos Olímpicos de Berlín 1936 ganó la medalla de plata en los relevos de 4x200 metros estilo libre, con un tiempo 9:03.0 segundos), tras Japón (oro) y por delante de Hungría (bronce; sus compañeros de equipo fueron los nadadores: John Macionis, Jack Medica y Paul Wolf.